# Franekeri magyar peregrinusok listája

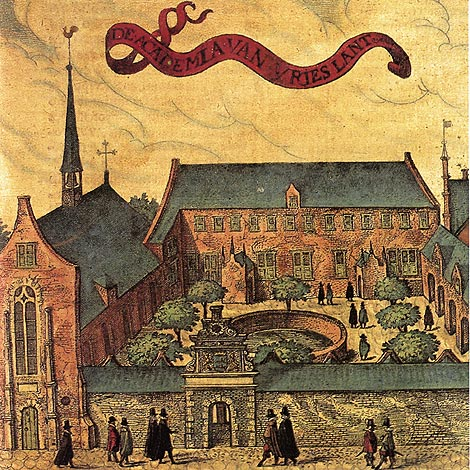
A franekeri egyetem, 1622

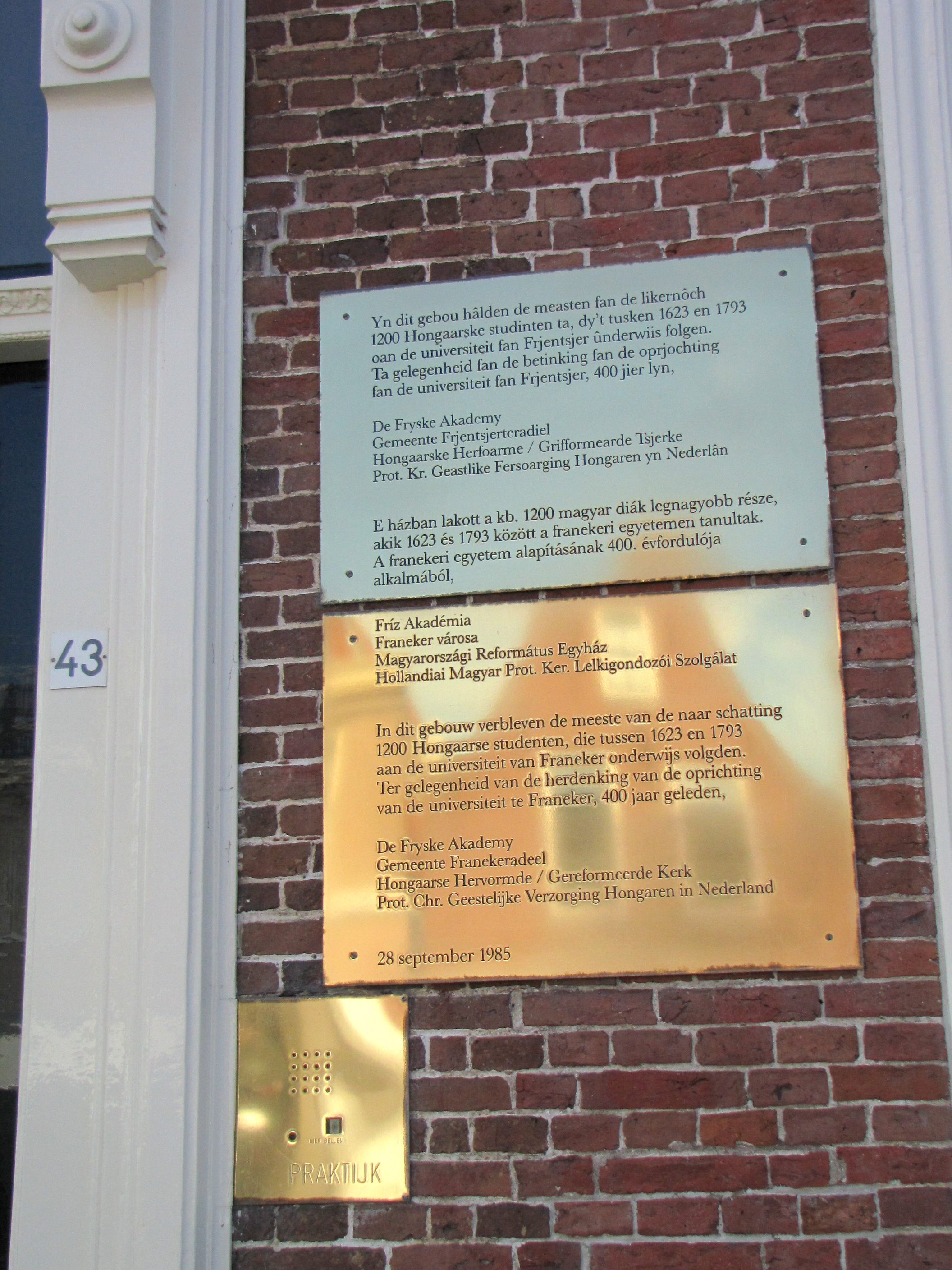
Voorstraat 43.: ezen a helyen laktak jellemzően a 17. századi magyar peregrinusok

Az alábbi listában a franekeri magyar peregrinusokat soroljuk fel. Az önálló szócikkel nem rendelkezők neve ide irányít át, ezért nevük vastagítva jelenik meg, és a forrásban fellelhető összes lényeges adat fel van tüntetve. Az önállóan is nevezetesekről csak az azonosításhoz szükséges adatok szerepelnek, a többi információ a hivatkozott szócikkben található.
Az 1585-ben alapított franekeri egyetem a harmincéves háború után egyik legfontosabb célpontja volt a magyar diákok peregrinációjának; az 1595 és 1796 közötti időszakban külföldön tanulóknak mintegy 40%-a ide iratkozott be. Összesen több mint ezerkétszáz magyarországi és erdélyi diák tanult Franekerben; emléküket a hajdani szállásuk helyén levő épületen fríz, magyar és holland nyelvű tábla őrzi.
- Abacs János (18. század) református lelkész, esperes[3][4]
- Abacs Márton, egyes forrásokban Abáts Márton (Torda, 1710 körül – Torda, 1768 ősze) református lelkész.[5][6]
- Ajtai Mihály (Abód Mihály) (Szárazajta, 1704. szeptember 29. – Nagyenyed, 1776. november 16.) a nagyenyedi református főiskola tanára[7]
- Almási P. András (17. század) református tanár.[8][9]
- Apáczai Csere János (Apáca, 1625. június 10. – Kolozsvár, 1659. december 31.), filozófiai és pedagógiai író, teológus[10]
- Árkosi Ferenc (? –1661. április 19.) 1657-től Leidenben, 1659-től Franekerben tanult.[11]
- Árkosi Tegző Benedek (Árkos, 1629/1630 – Kolozsvár, 1660/1661) unitárius tanár
- Aszalay Sámuel (18. század) református lelkész. Az 1714-15-ös iskolai évben teológiát és bölcseletet tanult Franekerben. Műve: Summa theologiae supernaturalis. Franequerae. 1715.[12]
- Baczoni Ince Máté (Nagybacon, 1679. szeptember 23. – Kolozsvár, 1742. szeptember 19.) református lelkész[13][14]
- Bagolcs Sámuel 1737–38-ban teológiát tanult Franekerben. Kéziratban maradt műve: .Animadversiones in epitomen historiae Horatii Tursellini scriptae Franequerae. 1738.[15]
- Bagosi Márton református lelkész. Debrecenben tanult, 1694 és 1696 között Losoncon volt rektor, 1696. augusztus 28-tól a franekeri egyetemen tanult. 1698 őszén tért haza, Bőcsön, Ónodon, Vitkán és Olcsvaapátiban lett lelkész. Műve: De typico Abrahami coniugio. Franeker, 1697.[16][17]
- Bándi P. Sámuel 1687–90-ig tanult a franekeri egyetemen. Műve: M. Bándi P. Sámuelnek Rövid magyarázattya a LXVIII. Soltárra. Melyet tött... midőn tudományának rendes uttyát nyomná a belgiumi hires akademiákban. Franekera, 1690.[18][19]
- Bánfihunyadi Abacs Márton (? – 1737. december 20. után) református lelkész, esperes.[20][21]
- Bánffyhunyadi Ferenc (Bánffyhunyad, 1656. v. 1657. – ? ?) református lelkész. Feltehetőleg Nagybányán, majd Debrecenben tanult. 1682. március 11-én a leideni, augusztus 19-én a franekeri egyetemre iratkozott be. Műve: De confoederatione et beatitudinis fidelium restitutione in statu gratiae. Franeker, 1683.[22]
- Bányai István (Erdőhorváti, 1711 – Erdőhorváti, 1767. május 25.) tanár[23]
- Baróti Kálmán (? – Huszt, 1739. április) református esperes. Nagyenyeden, majd 1715. aug. 10-től a franekeri egyetemen tanult. tanulmányait. 1717-ben Fehérgyarmaton, 1721-ben Hosszúmezőn lett lelkész. 1734-ben a máramarosi egyházmegye esperese lett, 1735-ben Huszton szolgált. Műve: Exercitatio theologica de auri generatione, locis, nominibus, generibus atque allegorica eorum significatione. Franeker, 1716.[24]
- Bartha András (? – Zágon, 1773) református esperes. 1730. december 16-tól az oderafrankfurti, röviddel ezután a franekeri egyetemre iratkozott be. 1745-től Zágonban volt lelkész, 1759-től az orbai egyházmegye esperese. Műve: Keresztyéni vigasztalás, melyet néhai l. báró zágoni Szentkereszti András ur ő nagyságának egy lovas legiónak főkolonellusának midőn szomorú halálának hire érkezett volna a zágoni templomban elmondott 1745. decz. 19. Kolozsvár, 1746.[25][26]
- Bátai György (? – Zilah, 1672) református lelkész[27]
- ifj. Bátai György (1662 – Kolozsvár, 1698) református lelkész[28]
- Báthori G. Mihály református prédikátor.[29]
- Bátorkeszi Lajos János (Szegi Lajos János) református, később katolikus teológus. A komáromi református gyülekezet saját költségét küldte őt 1696-ban a franekeri egyetemre. Hazatérése után a protestánsok üldözése miatt katolizált és a bécsi Pazmanaeumban volt klerikus. Műve: Szőlő gerezd. Bécs, 1675.[30]
- Belinyesi H. János református lelkész. 1646-ban a franekeri egyetemen tanult. A genfi egyetemen teológusként adta ki Disputatio de statu exinanitionis Christi című írását a Spanhemi Fr. Disputationum theologicarum miscellanearum c. kötetben. (Genevae, 1652.[31]
- Benedek Mihály (Nagydorog, 1748 – Debrecen, 1821. április 23.) református püspök[32]
- Beösházi Márton (Beusházi István?) 1638-tól tanult Franekerben. Művei: Disputatio de angelis, coelo inferno.'1 Franequerae, 1640; Disputatio de peccato originis. Uo. 1640; Disputatio de consiliis evangelicis. Uo. 1640.[33]
- Bereck György, latinos nevén Briccius, (Vízakna, 1668? – Kolozsvár, 1720. augusztus) orvos[34]
- Beregszászi Mózes (1700 – 1772 előtt) református lelkész, esperes[35]
- Bihari Ferenc a gyulafehérvári református kollégium rektora. 1643. július 20-tól tanult Franekerben. Művei: Loci de Deo, diputatio III. De Dei immobilitate et immensitate. Franekerae, 1644; Index vocabulorum. Albae Juliae, 1647. (Comenius Janua linguarum munkájának angol és belga indexét fordította magyarra Csaholczi Pap Jánossal együtt.)[36]
- Borosnyai Nagy Zsigmond (Vízakna, 1704. március 1. – Nagyenyed, 1774) hittudós, nagyenyedi református főiskolai tanár[37][38]
- Bökényi Filep János református lelkész[39][40]
- Czeglédi Mihály 1722-ben latin nyelvű verset írt Kocsi Csergő István tiszteletére.[41]
- Czeglédi Pál (1659–1712) költő, református lelkész, teológus.[42]
- Csanaki Máté (?, 1594 — Kolozsvár 1636. december)[43]
- Csécsi János (Tsétsi János) (Gönc, 1689. június 11. – Sárospatak, 1769. június 1.) sárospataki tanár[44]
- Cseh-Szombati József (Komárom, 1748. július 11. – Pest, 1815. február 2.) orvos[45]
- Csengeri K. István (Csenger?, 1628 – Marosvásárhely, 1671. június 15.) református prédikátor[46][47]
- Csepregi Turkovitz Ferenc (Tsepregi Turkovitz Ferenc) (Kolozsvár, ? – Kolozsvár, 1758. február 17.) református tanár[48][49]
- Ifjabb Csepregi Turkovitz Mihály (Kolozsvár, 1663 – Kolozsvár, 1704. április 13.[1]) református lelkész, tanár[50][51]
- Csúzi Cseh Jakab (Losonc, 1639 – Pápa, 1695. március 22.) református püspök[52]
- Idősebb Csúzi Cseh János (Losonc, 1677 körül – Győr, 1732. április 28.) orvos, református lelkész[53]
- Csuzi Cseh János református lelkész Rhédén. Csúzy Cseh József pápai református lelkész fia, Csúzi Cseh Jakab református püspök unokája volt. Kéziratban maradt műve: Castrum doloris, az az szomorú halotti prédikáczió, melyet az ő megholt édes atyjának tiszt. tudós Csúzi Cseh József uramnak pápai ekklesiának lelki pásztorának utolsó tisztességére tett a Rhedei templomban 22. ápr. 1731.[54][55]
- Csúzy Cseh József (? – 1731) orvos, református lelkész, Csúzi Cseh Jakab püspök fia. 1691-től a franekeri egyetem hallgatója volt; a pápai református egyház lelkészként működött haláláig. Műve: Casus morborum varii, manupropria consignati. Héber nyelvű verset írt Tőke Marosvásárhelyi István tiszteletére.[56]
- Deáki Filep József (Erdőszentgyörgy, 1681. augusztus 4. – Kolozsvár, 1748. október 13.) erdélyi református püspök[57][58]
- Debreczeni András Odera-Frankfurtban és Franakerben tanult. Művei: Tractatus theolog. de Deo et atributis Dei. Dissertatio inaug. Francof. ad Viadr. 1707; Summa theologiae naturalis P. VII. de cognic. existentiae Dei. Franekerae, 1708.[59]
- Debreczeni János református lelkész[60]
- Debreceni Gele János (Debrecen, ? – ?) ref. lelkész. Debrecenben, 1658-ban Franekerben, 1659-től Groningenben tanult. Vámospércsen, 1662-ben Bihardiószegen lett lelkész. Műve: De cognitione Dei naturali. Franeker, 1659.[61]
- Debreczeni Kalocsa János (Debrecen, 1632 – Polgár, 1710. április) református lelkész, esperes[62][63]
- Dengelegi Bíró Péter (Kolozsvár, 1597 vagy 1598 – 1647) református esperes[64][65]
- Diosi András evangélikus püspök. 1687-ben Franekerben, 1688-tól Leidenben tanult. Műve: Disputatio philosophica de conscientia... Franequerae. 1689.[66]
- Diószegi István vagy Diószegi Kis István (Bihardiószeg, 1635 körül – Bihardiószeg, 1698. június 22.) teológiai doktor, református püspök[67][68]
- Diószegi Bónis Mátyás (talán Bihardiószeg, 1622 – ?) református lelkész, a II. Rákóczi György korszakához köthető puritanizmus képviselője[69][70]
- Diószegi Kalmár Pál (?, 1628 vagy 1629 – Nagykálló, 1663 körül) református lelkész, esperes. Debrecenben, 1652-ben Leidenben, 1653-ban Franekerben és Groningenben tanult. Nyírbátorban, 1658-tól Nagykállóban lett lelkész, majd a szabolcsi egyházmegye esperese. Művei: Disputatio logica de combinatione argumentorum. Leiden, 1652. és 1654; De conjugio. (Uo. 1654.) Héber üdvözlő verseket írt Báthory G. Mihályhoz (1653), Kismarjai V. Pálhoz (1653), Debreceni Kalocsa Jánoshoz (1654) és Szepsi Korocz Andráshoz (1654).[71][72]
- Diószegi P. Sámuel (Bihardiószeg, 1675 körül – Bihardiószeg, 1713. március elején) református lelkész. Bihardiószegen és Debrecenben, 1697-ben Franekerben tanult, majd Bihardiószegen lett lelkész. Műve: De nomine novo ex Esa. LXII. vers. 2. Franeker, 1698.[73]
- Divini Pál a kolozsvári szász ekklézsia papja. Kolozsváron született, Marburgban és Franekerben tanult. Műve: B. C. D. collegio privato publici In compendium controversiarum particularium Frr. De Walenburch Exercitatio XVI. Exhibens Antitheses de ordine et Ceremoniis missae. Marburgi, 1696. Tíz disztichonos német verset irt Szilágyi Péter tanulótársa tiszteletére, 1699-ben magyarra fordította a hallei Helmreich András Mesterséges könyvecskéjét.[74]
- Dobos Mihály (Tofaeus Mihály) (Székelyhíd, 1624 – 1684) teológiai doktor, református püspök[75]
- Enyedi István (Nagybánya, 1659. – ?, 1714. augusztus 15.) református tanár, lelkész[76][77]
- Enyedi Fazekas János (1619–1662) református lelkész, a puritanizmus képviselője[78][79]
- Enyedi (Molnár) János vajdahunyadi református lelkész. Művei: Disputatio I. De naturae integritate. Franequerae, 1653; Disputatio II. De lege naturae. Uo. 1653; Disputatio IV. De justificatione legali. Uo. 165; Disputatio V. De mercede vitae aeternae Adamo promissae. Uo. 1653; Dissertatio theologica Bipertita de gemina. Lugd. Batav., 1659; Az Isten igéreteinek fel-nyittatott Arany Banyaja. Melyben akármely szivébli szomoruság, lelki keserűség, és lelkiesméretben levő rettegés ellen-is, miképpen kellyen valakinek magát meg-erőssiteni, az mutattatik-meg... Fordíttatott magyar nyelvre. Szeben, 1665.[80]
- Enyedi Sámuel (? – Alvinc, 1671) orvos, tanár, református lelkész[81]
- Eperjesi Zsigmond erdélyi református püspök[82][83]
- Eszéki István (Szatmárnémeti, 1642 körül – Kolozsvár, 1708. július 6.) református lelkész, a latin nyelvű barokk iskoladráma egyik képviselője[84]
- Felfalusi József (?, 1660 v. 1661 – ?Marosvásárhely, 1715) református lelkész, tanár[85][86]
- Fogarasi Ferenc (1619 – 1676) református lelkész[87][88]
- Fogarasi Pap József (Szászváros, 1744. augusztus 26. – Marosvásárhely, 1784. december 17.) bölcsészdoktor, református főiskolai tanár, költő[89]
- Fogarasi Sámuel (?, 167? – Kolozsvár, 1723) orvos[90]
- Fülep Gábor (Sajószentpéter, 1739. április 25. – Sajószentpéter, 1823. július 25.) református szuperintendens[91]
- Haller Gábor (?, 1614. szeptember 22. – Dunaföldvár, 1663. november 10.) erdélyi főnemes, politikus, katona[92]
- Hanvai Igó György (? – Szatmár, 1735) református esperes. 1716-tól a franekeri egyetemen tanult. Gróf Bánffy Györgynek lett udvari papja, 1721-től Széken, 1723-tól Szatmáron lelkész, 1729-től a szatmári egyházmegye esperese. Művei: Dissertatio… exhibens templi Hierosolymitani repurgationem. Franeker, 1718; Nemes és igaz hitre tanító oskola. Gyászbeszéd gr. Bánffy Györgyné gr. Toroczkai Ágnes felett. Kolozsvár, 1734.[93]
- Herczegh János (Debrecen, 1678. január 31. – 1713. április) orvosdoktor és tanár[94]
- Huszti István (Huszt, 1671 – Debrecen, 1704. február 3.) bölcseleti és orvosdoktor[95]
- Kaszonyi Herczeg János református lelkész[96]
- Keresztesi Pál (Debrecen, ? – Debrecen, 1734. január 26.) orvosdoktor, református lelkész[97][98]
- Kisvárdai Lázár János (1635 – ?) református lelkész. Sárospatakon tanult, utána rektor volt Sátoraljaújhelyen. 1660-ban Franekerben, 1661-től Leidenben tanult. Balsán, 1666-tól Gáván, 1675-ben pedig Tiszaszentmártonban volt lelkész. 1678-ban a szabolcsi egyházkerület kiközösítette, de valószínűleg ezt visszavonták, mert 1680 körül Biharnagybajomban, 1684-től Püspökladányban, 1690-től Kabán, utóbb Nagyrábén és Konyáron volt lelkész. Műve: De Deo. Franeker, 1661.[99]
- Kovásznai Péter (? 1617- Kolozsvár, 1673) - református püspök.
- Körmendi Thaba Tamás református lelkész. 1623-tól az oderafrankfurti, 1625-től a franekeri egyetemen tanult. 1627-ben Komáromban rektor, 1632-ben pedig mosoni pap volt. Műve: De justificatione hominis peccatoris coram Deo. Franeker, 1625.[100]
- Johann Krempes (? – Szentágota, 1708.) a szépművészetek mestere, bölcseleti doktor, evangélikus lelkész[101]
- Liszkai István református lelkész. Debrecenben tanult, Nagyecseden lett rektornak, 1665-ben a franekeri, 1666-ban a groningeni, 1667-ben az utrechti egyetemre iratkozott be. Olaszliszkán, 1677-ben Bihardiószegen lett pap. Műve: De ecclesiae romano-catholicae haeresi. Franeker, 1665 vagy 1666.[102]
- Makranezi István református lelkész. Sárospatakon, 1735-től Franekerben tanult. 1749-től Alsóbalogon lett lelkész. Művei: De valle Josaphati. Franeker, 1736; De Jona propheta. Uo. 1737.[103]
- Mányoki P. János református esperes[104][105]
- Mányoki S. István református lelkész[106]
- Martonfalvi Tóth György (1635 – Debrecen, 1681. április 23.) református teológiai doktor, tanár, a latin nyelvű puritán teológiai irodalom képviselője[107]
- Mikolai Hegedüs János (?, 1616 vége/1617 eleje – Toronya, 1667. január 4.) református lelkész, a magyar nyelvű puritán kegyességi és népnevelő irodalom egyik képviselője[108]
- Miskolczi Csulyak Gáspár (1627–1696) református lelkész, az első magyar nyelvű állattani könyv szerzője.[109]
- Nádudvari K. András (Nádudvar, 1602 v. 1603 – ?) református lelkész. Debrecenben, 1631-ben Leidenben és Franekerben, 1632-ben Groningenben tanult. 1635-től rektor volt Debrecenben, 1643-ban Szászváros volt lelkész. Műve: De sacro-sancto adorandae unitatis ac venerandae trinitatis mysterio. Franeker, 1632.[110]
- Nádudvari Péter (1670 körül – Szászváros, 1726.) református lelkész[111]
- id. Nádudvari Sámuel (? – 1740 körül) református lelkész, egyházi író, kollégiumi tanár.[112]
- ifj. Nádudvari Sámuel (1700 körül – 1754) református lelkész és főiskolai tanár.[113][114]
- Nánási Lovász András református lelkész.[115][116]
- Pataki István (Sárospatak, 1640 – Kolozsvár, 1693. január 2.) református főiskolai tanár.[117][118]
- Pataki Sámuel (Torockószentgyörgy, 1692. január 1. – Kolozsvár, 1766. október 8.) orvosdoktor.[119]
- Pauli István kolozsvári tanár, szász pap.[11]
- Pelsőczi Kovács János (Pelsőc, 1672 – Magyarigen, 1749. január 18.) református püspök.[120][121]
- Petkó János (1625 – Mád, 1684.) református esperes.[122][123]
- Pósaházi János (? – Gyulafehérvár, 1686. május 4.) bölcseleti doktor, tanár; a barokk udvari jellegű hitvitázó irodalom egyik képviselője[124]
- Rimaszombati Mihály (1633 ősze – ?) református esperes.[125][126]
- Sárkány Dávid (1700 körül – Miskolc, 1762. szeptember 18.) református tanár.[127][128]
- Sárkány Pál (1700 körül – 1762. szeptember 18.) református esperes. Sárospatakon, 1722-től Marosvásárhelyen, 1729-ben Utrechtben, 1730-ban Franekerben tanult. 1731-ben radistyáni, 1733. végén mezőcsáti lelkész, 1734-ben pedig sárospataki bölcselettanár lett. Művei: Halotti magyar oratio Rádai Pál felett Losonczon 1733. Szent Mihály hava 20. napján. Hely n.; Analytica Exegesis primae epistolae Joannis inter catholicas Epistolas Apostolorum, ab Ecclesia Christiana, semper habitae. Tiguri, 1757; Commentarius in tertiam S. Joannis epistolam.[129][130]
- Securius Pál 1678-tól tanult Franekerben. Műve: Disputatio Theologica De ... Hirco, qui Azazeli cessit ... Sub Praesidio D. Johannis Vander Waeyen ... Publicae disquisitioni proponenda ... Franeker, 1682.[131]
- Séllyei Halász Ferenc (Komárom, 1596 körül – Ráckeve, 1648. szept. 23.) református esperes. 1629-től tanult Franekerben. Hazatérve komáromi rektor, majd mosoni, azután ráckevei lelkész lett, 1643-tól a solti egyházmegye esperese. Műve: De persona Christi Θεανδρωπου. Franeker, 1632.[132]
- Sinai Miklós (Hajdúbagos, 1730. április 16. – Debrecen, 1808. június 27.) református püspök.[133] s/s24184.htm
- Szathmári Paksi Ábrahám (Marosvásárhely, 1725 – 1799. március 6.) református püspök.[134][135]
- Szathmári Paksi Dániel (Sárospatak, 1734 ősze, – Mezőcsát, 1798. december) református lelkész[136]
- Szathmári Paksi István (Marosvásárhely, 1719 nyara táján – Debrecen, 1791. március 2.) ref. püspök.[137][138]
- Szathmári Paksi Mihály (Mezőkaszony, 1683 – Sárospatak, 1744. június 2.) református tanár[139][140]
- Szathmári Paksi Mihály (Tokaj, 1715 – 1778. március 15.) református tanár.[141][142]
- Szathmári Paksi Pál (1733. március 31. – 1766. augusztus 7.) orvosdoktor, nyelvész, fizikus, református kollégiumi tanár.[143]
- Szathmári Pap János (feltehetőleg Szatmárnémeti, 1658. december 27. vagy 28. – Kolozsvár, 1707. november 30.) református lelkész, a coccejánus és karteziánus teológiai, filozófiai irodalom képviselője[144]
- Szathmárnémethi Sámuel (Szatmárnémeti, 1658. augusztus 10. – Kolozsvár, 1717. december 17.) ref. tanár[145]
- Szentesi János (Sárospatak, 1735 – Sárospatak, 1781. szeptember 3.) református tanár. 1760-tól tanult Franekerben. 1763-ban rektor lett Rimaszombatban, 1766-ban lelkész Bükkaranyoson, 1767-ban tanár Sárospatakon. Művei: De verbo: nákhas. Franeker, 1761; Ad Ecclesiastis cap. XII. v. 1–7. Uo. 1762.[146]
- Szigeti György (Máramarossziget, 1645 – Máramarossziget, 1705) református esperes. 1668-ban Groningenben, 1669-ben Franekerben, 1670-ben Utrechtben tanult. Hazatérése után másodpap lett szülővárosában, 1681-ben lelkész Visken, 1683 körül Huszton, 1690 körül Avasújvároson, 1694-ben Máramarosszigeten, majd a máramarosi egyházmegye esperese. Műve: De promissionibus patrum spiritualibus. Franeker, 1669.[147]
- Szikszai György (Békés, 1738. március 21. – Debrecen, 1803. június 30.) magyar református pap, makói lelkész, debreceni esperes-lelkész, teológiai író, nyelvész.
- Szilágyi Benjámin István (Bő, 1616. – Sátoraljaújhely, 1652.) református lelkész.
- Tályai Z. Márton (1604 vagy 1605 – Beregszász, 1648 előtt) református teológus.
- Técsi Joó István (Técső, 1619. vagy 1620. – Nagyvárad, 1654.) református lelkész, egyházi író.
- Telkibányai P. István (17. század) református lelkész.
- Tiszabetsi P. Gáspár 1650-től tanult Franekerben. Művei: Disputatio Theologica, De plenitudine temporis contra Judaeos. Sectio I. Ad. Oraculum Jacobi, Genes. XLIX. 10. De Schiloh. Respondente P. Tissabetsino. Franeker, (1651); Disputatio I-VI. De S. Scriptura, Deo, ejus perfectionibus et Christo. Uo. 1654.[148]
- Tolnai F. István (Tolna, 1630. – Kolozsvár, 1690. március 25.) orvosdoktor, református lelkész, és tanár.
- Udvarhelyi Tölcséres Mihály (Székelyudvarhely, 1670 – Kolozsvár, 1737. március 2.) református teológiai tanár
- Újvárosi Demeter (?, 1652 v. 1653 – ?) református lelkész. Debrecenben tanult, rektor lett Biharpüspökiben. 1680-ban Franekerben, 1681-től Leidenben tanult. Műve: De semine serpentis. Franeker, 1681.[149]
- Váradi Pál (?, 1655 v. 1656 – ?) református lelkész. Debrecenben, 1680-ban Leidenben és Franekerben tanult. Műve: De pacto Dei Patris cum Filio. Franeker, 1681.[150]
- Varannai L. János református lelkész Apán és Petőszinyén. 1629-től Franekerben tanult. Műve: De praedestinatione Dei aeterna. Franeker, 1630.[151]
- Várfalvi Pálfi Zsigmond unitárius püspök.[152]
- Vári István (Vári, 1609 v. 1610 – ?) református lelkész. Debrecenben, 1636-tól Franekerben, 1638-tól Leidenben tanult. Műve: Aphorismi florentissimi ex odorifero S. Scripturae viridario decerpti. Franeker, 1637.[153]
- Vásárhelyi Tőke István református lelkész Széken. 1689-től tanult Franekerben. Művei: De signis praeambulis regni Christi gloriosi… Franeker, 1692; De regno Christi glorioso… Uo. 1692.[154]
- Veresmarti Gáspár (Vörösmart, 1608 – Kolozsvár, 1668. márc. 1.) református püspök Debrecenben. 1632-ben Franekerben végezte tanulmányait.[155]
- Zágoni Boldizsár (?, ? – Kunhegyes, 1729 előtt) református lelkész. Debrecenben, 1705-től Sárospatakon, 1712–13-ban Franekerben tanult. 1715-től Hajdúböszörményben, 1720-tól Tiszadadán, 1723-tól Kunhegyesen, 1726-tól Karcagon, 1728-tól Kunhegyesen lett lelkész. Műve: De immortalitate mentis humanae. Franeker, 1714.[156]